# Хоентенген (Горња Швабија)
Хоентенген (њем. Hohentengen) општина је у њемачкој савезној држави Баден-Виртемберг. Једно је од 25 општинских средишта округа Зигмаринген. Према процјени из 2010. у општини је живјело 4.397 становника. Посједује регионалну шифру (AGS) 8437053, NUTS и LOCODE код.

## Географски и демографски подаци
Хоентенген се налази у савезној држави Баден-Виртемберг у округу Зигмаринген. Општина се налази на надморској висини од 594 метра. Површина општине износи 36,6 km². У самом мјесту је, према процјени из 2010. године, живјело 4.397 становника. Просјечна густина становништва износи 120 становника/km².

## Међународна сарадња
| Мјесто  | Држава    | Врста сарадње | Од    |
| ------- | --------- | ------------- | ----- |
| Шаранса | Француска | партнерство   | 1991. |
|         | Француска | партнерство   | 2001. |
| Извор   |           |               |       |